# Real Life (singel Bon Jovi)
Real Life – singel zespołu Bon Jovi nagrany na potrzeby serialu EDtv i wydany w 1999 przez wytwórnię Mercury Records. Remiks utworu został umieszczony na kompilacji 100,000,000 Bon Jovi Fans Can't Be Wrong (2004).

## Spis utworów
Sporządzono na podstawie materiału źródłowego.
1. "Real Life" (Radio Mix) 	3:48
2. "Keep the Faith" (Live) 	6:39
3. "Real Life" (Instrumental) 	4:55

## Pozycje na listach przebojów
| Lista (2000)       | Pozycja |
| ------------------ | ------- |
| UK Top 40          | 21      |
| German Top 100     | 17      |
| Swiss Music Charts | 22      |
| Austria            | 17      |
| Holandia           | 36      |